# 月燈三昧經
《月燈三昧經》（梵語：Candrapradīpasamādhi sūtra；藏語：འཕགས་པ་ཆོས་ཐམས་ཅད་ཀྱི་རང་བཞིན་མཉམ་པ་ཉིད་རྣམ་པར་སྤྲོས་པ་ཏིང་ངེ་འཛིན་གྱི་རྒྱལ་པོ་ཞེས་བྱ་བ་ཐེག་པ་ཆེན་པོའི་མདོ།，THL：phak pa chö tham-ché kyi rang-zhin nyam-pa nyi nam par trö pa ting ngé dzin gyi gyäl-po zhé ja-wa thek pa chhen-pö do），或稱《三摩地王經》，收於大正藏經集部。本經稱佛陀為月光童子宣說「一切諸法體性平等無戲論三昧」，謂得此三昧能速得一切法及無上正等正覺。此三昧因月光童子所問而得，故又稱月燈三昧。
本經在中國及日本，沒有很流行，然於尼泊爾，列為「九法」之一。中觀學派之大成者月稱《入中論》、《中論釋》，及其後繼者寂天《大乘集菩薩學論》等書，皆常引用本經，為中觀學派之重要經典。噶舉派以本經為「顯教大手印」的根本心要，在西藏亦有極大的影響力。

## 題解
現存梵本單題為 《Samādhirāja》（三摩地王），而梵文《大乘集菩薩學論》則稱之為《Samādhirāja-Candrapradīpa-Sūtra》（三昧王月燈經）。
月光童子或譯作月明童子、月明童男、旃羅法（梵：Candraprabha Kumāra、藏：ཟླ་འོད་གཞོན་ནུ་，zla 'od gzhon nu），其父德護（梵：Śrīgupta、巴：Sirigutta，音譯：尸利掘、尸利毱多、申曰，訛寫為申日）為古印度摩揭陀國王舍城長者，作毒飯、火坑欲害佛，月光童子諫之不聽。後佛至，現大神力，變火坑為七寶紫紺池，中生蓮花大如車輪，又變毒飯為百味珍饈。父自悔責皈依佛法。佛授記月光童子將來成佛，於佛滅後當於中國作國王，興隆三寶。西藏傳說岡波巴是月光童子的轉世。
三摩地，意譯為等持、正心行處、心一境性，佛教術語，意指專注於所緣境，而進入心不散亂的狀態，皆可稱為三摩地，因此又可譯為「定」。

## 傳譯
據《歷代三寶紀》，《月燈三昧經》十一卷由北天竺烏場國三藏那連提耶舍（Narendrayaśas）於高齊天保八年（557）在鄴城天平寺出經，達摩闍那（Dharmajñāna，法智）傳譯。
此經在大藏經有別生經二種，《出三藏記集》皆作失譯。其一題為《逮慧三昧經》（大藏經題為月燈三昧經，釋先公譯），又名文殊師利菩薩十事行經，相當於本經第六卷前半。其二題為《月燈三昧經》，類似本經第五卷後半。又支謙所譯《月明菩薩經》，亦為月燈三昧經之一分，相當於第八卷之內容。
本經現存梵本在一八九六年於加爾各答出版，藏文大藏經亦有本經之譯本。

## 內容
本經記述佛陀為月光童子說由平等心、救護心、無礙心、無毒心及所修之無量三昧，成就施、戒、忍等法，則得「諸法體性平等無戲論三昧」。又說菩薩應成就善巧，住不放逸，修神通本業，行財施與捨身，具足修學身戒等，以明若具足修學身戒，則可招得相好及一切戒。

## 外部連結
- 月燈（創古仁波切）